# Lucanus placidus
Lucanus placidus es una especie de coleóptero de la familia Lucanidae.

## Distribución geográfica
Habita en América del Norte.